# Il cuore di Pinocchio
Il cuore di Pinocchio è un romanzo per ragazzi scritto da Collodi Nipote, pseudonimo di Paolo Lorenzini, e illustrato da Carlo Chiostri, pubblicato nel 1917 da Bemporad e seguito da una riedizione ampliata nel 1923. Fa parte della ricca produzione di letteratura per ragazzi prodotta negli anni della prima guerra mondiale che ha come sfondo la guerra medesima. 
Questo seguito delle avventure di Pinocchio è un testo che si può classificare nella produzione propagandistica vera e propria del periodo, ma che invece di raccontare e celebrare una nazione in guerra affronta un tema molto forte per l'epoca: la mutilazione del soldato dovuta alle ferite di guerra. 

## Trama
Pinocchio, divenuto bambino in carne e ossa, si trasforma in un cyborg ante litteram a causa delle numerose ferite riportate combattendo al fronte: le parti danneggiate del suo corpo vengono sostituite da protesi, rendendo il Pinocchio che prima era un burattino di legno ora un essere metà uomo metà macchina.

## Traduzioni
Il libro è stato tradotto in inglese con il titolo: The Heart of Pinocchio: New Adventures of the Celebrated Little Puppet pubblicato nel 1919 ad opera della casa editrice Harper & Brothers, nella versione inglese le illustrazioni sono di J. R. Flanagan,  il testo in inglese risulta nel pubblico dominio.